# Neisser Kreisbahn
| Stillgelegte Brücke über die Biała Głuchołaska bei Morów (2008) |                      |                                        |                                        |
| Kursbuchstrecke: | 129q (1934)          |                                        |                                        |
| Streckenlänge: | 40,46 km             |                                        |                                        |
| Spurweite: | 1435 mm (Normalspur) |                                        |                                        |
| |                      |                                        |                                        |
| \| \| 0,0 \| Neisse Stadt \| Neisse Stadt \| \| \| 1,0 \| Neisse Kleinbahnhof \| Neisse Kleinbahnhof \| \| \| \| \| \| \| \| 2,4 \| Neisse Ober Neuland \| Neisse Ober Neuland \| \| \| 4,8 \| Steinhübel \| Steinhübel \| \| \| 6,7 \| Bielau (Kr Neisse) \| Bielau (Kr Neisse) \| \| \| \| Biela \| \| \| \| 10,3 \| Köppernig \| Köppernig \| \| \| 13,8 \| Baucke-Tannenberg \| Baucke-Tannenberg \| \| \| 16,3 \| Kalkau-Wiesau \| Kalkau-Wiesau \| \| \| \| Staatsgrenze Polen/Tschechien \| \| \| \| \| Vidnavka \| \| \| \| 19,6 \| Vidnava früher Weidenau \| Vidnava früher Weidenau \| \| \| \| nach Velká Kraš (Haugsdorf) \| \| \| \| 2,5 \| Neisse Neuland \| Neisse Neuland \| \| \| 5,7 \| Heidau (Kr Neisse) \| Heidau (Kr Neisse) \| \| \| 8,7 \| Deutsch Kamitz 1939: Hermannstein \| Deutsch Kamitz 1939: Hermannstein \| \| \| 12,1 \| Oppersdorf \| Oppersdorf \| \| \| 16,6 \| Prockendorf \| Prockendorf \| \| \| 20,4 \| Steinsdorf (Kr Neisse) \| Steinsdorf (Kr Neisse) \| \| \| 21,1 \| Steinau O.S. (Landkreis Neustadt O.S.) \| Steinau O.S. (Landkreis Neustadt O.S.) \| |                      |                                        |                                        |
| Haltepunkt / Haltestelle Streckenanfang (Strecke außer Betrieb) | 0,0                  | Neisse Stadt                           | Neisse Stadt                           |
| Bahnhof (Strecke außer Betrieb) | 1,0                  | Neisse Kleinbahnhof                    | Neisse Kleinbahnhof                    |
| Verschwenkung von links (Strecke außer Betrieb) · Verschwenkung von rechts (Strecke außer Betrieb) |                      |                                        |                                        |
| Haltepunkt / Haltestelle (Strecke außer Betrieb) · Strecke (außer Betrieb) | 2,4                  | Neisse Ober Neuland                    | Neisse Ober Neuland                    |
| Bahnhof (Strecke außer Betrieb) · Strecke (außer Betrieb) | 4,8                  | Steinhübel                             | Steinhübel                             |
| Bahnhof (Strecke außer Betrieb) · Strecke (außer Betrieb) | 6,7                  | Bielau (Kr Neisse)                     | Bielau (Kr Neisse)                     |
| Brücke über Wasserlauf (Strecke außer Betrieb) · Strecke (außer Betrieb) |                      | Biela                                  | Biela                                  |
| Bahnhof (Strecke außer Betrieb) · Strecke (außer Betrieb) | 10,3                 | Köppernig                              | Köppernig                              |
| Bahnhof (Strecke außer Betrieb) · Strecke (außer Betrieb) | 13,8                 | Baucke-Tannenberg                      | Baucke-Tannenberg                      |
| Bahnhof (Strecke außer Betrieb) · Strecke (außer Betrieb) | 16,3                 | Kalkau-Wiesau                          | Kalkau-Wiesau                          |
| Grenze (Strecke außer Betrieb) · Strecke (außer Betrieb) |                      | Staatsgrenze Polen/Tschechien          | Staatsgrenze Polen/Tschechien          |
| Brücke über Wasserlauf (Strecke außer Betrieb) · Strecke (außer Betrieb) |                      | Vidnavka                               | Vidnavka                               |
| Kopfbahnhof Strecke bis hier außer Betrieb · Strecke (außer Betrieb) | 19,6                 | Vidnava früher Weidenau                | Vidnava früher Weidenau                |
| Strecke nach rechts · Strecke (außer Betrieb) |                      | nach Velká Kraš (Haugsdorf)            | nach Velká Kraš (Haugsdorf)            |
| Bahnhof (Strecke außer Betrieb) | 2,5                  | Neisse Neuland                         | Neisse Neuland                         |
| Bahnhof (Strecke außer Betrieb) | 5,7                  | Heidau (Kr Neisse)                     | Heidau (Kr Neisse)                     |
| Bahnhof (Strecke außer Betrieb) | 8,7                  | Deutsch Kamitz 1939: Hermannstein      | Deutsch Kamitz 1939: Hermannstein      |
| Bahnhof (Strecke außer Betrieb) | 12,1                 | Oppersdorf                             | Oppersdorf                             |
| Bahnhof (Strecke außer Betrieb) | 16,6                 | Prockendorf                            | Prockendorf                            |
| Bahnhof (Strecke außer Betrieb) | 20,4                 | Steinsdorf (Kr Neisse)                 | Steinsdorf (Kr Neisse)                 |
| Kopfbahnhof Streckenende (Strecke außer Betrieb) | 21,1                 | Steinau O.S. (Landkreis Neustadt O.S.) | Steinau O.S. (Landkreis Neustadt O.S.) |

Die Neisser Kreisbahn AG ergänzte mit zwei Strecken das Eisenbahnnetz des Landkreises Neisse in Schlesien.

## Geschichte
Die kreisfreie Stadt Neisse in Oberschlesien war im 19. Jahrhundert zum Ausgangspunkt mehrerer Eisenbahnlinien geworden, die sich teilweise noch im Kreisgebiet verzweigten. Trotzdem gab es um 1900 noch Lücken in der Anbindung zahlreicher Ortschaften an das Schienennetz.
Um diese Lücken zu schließen, gründeten der preußische Staat, der Kreis Neisse und die Städte Neisse, Steinau und Weidenau sowie sechzehn Gemeinden und andere Interessenten mit der Bahnbaufirma Lenz & Co GmbH am 20. April 1910 die Neisser Kreisbahn AG. Im Jahre 1940 hielten Preußen, der Kreis Neisse, die Stadt Neisse und die Firma Lenz & Co zusammen noch 85 Prozent des Kapitals.

## Strecken
Von einem gemeinsamen Ausgangspunkt Neisse Stadt – gegenüber dem Staatsbahnhof – führte die Strecke zum Kleinbahnhof und trennte sich dann in zwei Teile. Der am 5. Dezember 1911 eröffnete erste Zweig wandte sich nach Osten und erreichte nach Überschreiten der Kreisgrenze den Endpunkt Steinau im Kreis Neustadt in Oberschlesien.

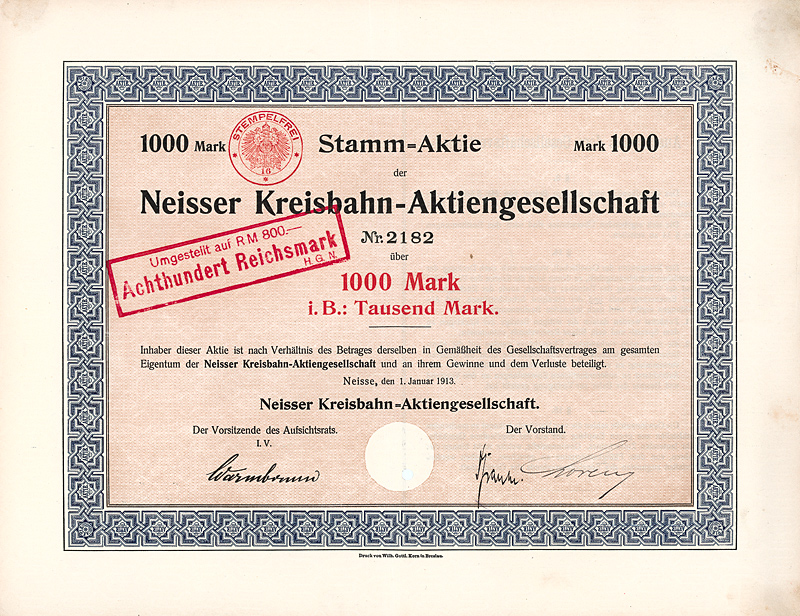
Aktie über 1000 Mark der Neisser Kreisbahn-AG vom 1. Januar 1913

Die zweite, seit dem 8. Mai 1912 betriebene Strecke von Neisse Kleinbahnhof durchzog den Westen des Kreises und kreuzte die österreichisch-schlesische Grenze, die viele Jahre lang eine Staatsgrenze zur k.k. Monarchie oder der Tschechoslowakei war, und führte in die Kleinstadt Weidenau (Vidnava), wo sie an die Lokalbahn Haugsdorf–Weidenau anschloss. Der Verkehr auf dieser Bahnstrecke war 1911 von den k.k. österreichische Staatsbahnen an Lenz & Co übertragen worden und wurde nach der Gründung der Tschechoslowakei 1919 durch die ČSD wieder in Staatsregie übernommen. Das normalspurige Gleisnetz war somit fast 40 Kilometer lang.
Die Strecken wurden bis 1945 drei- bis viermal täglich befahren; den Betrieb führte die Firma Lenz & Co.
Der Fahrzeugpark der Kleinbahn umfasste 1939 fünf Dampflokomotiven, neun Personen-, zwei Pack- und 34 Güterwagen.
1945 kamen die Strecken zur polnischen Staatsbahn PKP. Nach Ścinawa Mała (Steinau) gab es bereits 1946 wieder Verkehr, nach Kalków Łąka (Kalkau-Wiesau) erst wieder nach Aufbau der Brücke über die Biała Głuchołaska. Das Streckenstück nach Vidnava (Weidenau) wurde nicht wieder in Betrieb genommen. Der Personenverkehr nach Ścinawa Mała wurde 1966 eingestellt, 1971 auch der Güterverkehr. Nach Kalków Łąka fuhren bis 1974 Personenzüge, Güterzüge bis 1991.